# Oktober 1983
Portal Geschichte | Portal Biografien | Aktuelle Ereignisse | Jahreskalender | Tagesartikel

◄ |
19. Jahrhundert |
20. Jahrhundert
| 21. Jahrhundert

◄ |
1950er |
1960er |
1970er |
1980er
| 1990er | 2000er | 2010er | ►

◄ |
1979 |
1980 |
1981 |
1982 |
1983
| 1984 | 1985 | 1986 | 1987 | ►

◄ |
Juli 1983 |
August 1983 |
September 1983 |
Oktober 1983 |
November 1983 |
Dezember 1983 |
Januar 1984 |
►
Dieser Artikel behandelt aktuelle Nachrichten und Ereignisse im Oktober 1983.

## Tagesgeschehen

### Mittwoch, 5. Oktober 1983
- Oslo/Norwegen: Für seinen Einsatz für bürgerrechtliche und demokratische Veränderungen in der Volksrepublik Polen wird der Gründer der politisch neutralen Gewerkschaft Solidarność Lech Wałęsa den diesjährigen Friedensnobelpreis erhalten.[1]

### Donnerstag, 13. Oktober 1983
- Chicago/Vereinigte Staaten: Der Mobilfunkstandard Advanced Mobile Phone Service der Bell Laboratories von Western Electric sowie AT&T wird freigeschaltet. Zum ersten Mal in der Geschichte können Menschen über kabellose Telefone privat miteinander kommunizieren. Die Voraussetzung ist der Besitz des Mobiltelefons Motorola DynaTAC, weil noch kein anderes Modell erhältlich ist.[2]

### Samstag, 15. Oktober 1983
- Midrand/Südafrika: Im letzten Rennen der Formel-1-Weltmeisterschaft fährt der Brasilianer Nelson Piquet im Brabham BT52 als Dritter über die Ziellinie und überholt in der Fahrer-Weltmeisterschaft den Franzosen Alain Prost von der Équipe Renault, der in der 35. Rennrunde ausschied. Mit Piquet gewinnt erstmals ein Pilot die Fahrer-WM, dessen Fahrzeug mit einem Turbolader ausgerüstet ist.[3]

### Sonntag, 16. Oktober 1983
- Frankfurt am Main/Deutschland: Der in Österreich-Ungarn geborene, in Frankreich lebende Schriftsteller Manès Sperber erhält den Friedenspreis des Deutschen Buchhandels.[4]
- Wien/Österreich: Bei der vorverlegten Wahl zum Landtag von Niederösterreich vergrößert sich der Abstand der Volkspartei Niederösterreich, Teil der ÖVP, auf die SPÖ auf mehr als 9 %. Die Volkspartei erhält erstmals seit 1974 die absolute Mehrheit der Stimmen. Die FPÖ scheitert zum sechsten Mal in Folge am Einzug ins Landhaus in der Herrengasse.[5]

### Montag, 17. Oktober 1983
- Hongkong/Hongkong: Die Währungsbehörde koppelt den Hongkong-Dollar nach fast neunjähriger Unterbrechung wieder zum festen Wechselkurs an den US-Dollar und spiegelt damit die Rückkehr des Vertrauens in die Währung der Vereinigten Staaten wider, das durch die Wirtschaftskrisen seit 1973 zurückging.[6]
- Stockholm/Schweden: Der Amerikaner Gérard Debreu wird in diesem Jahr u. a. „für die Einführung neuer analytischer Methoden in die volkswirtschaftliche Theorie“ den Alfred-Nobel-Gedächtnispreis für Wirtschaftswissenschaften erhalten. Der Brite William Golding erhält in diesem Jahr den Nobelpreis für Literatur. Eines seiner bekanntesten Werke ist Herr der Fliegen.[7][8]

### Mittwoch, 19. Oktober 1983

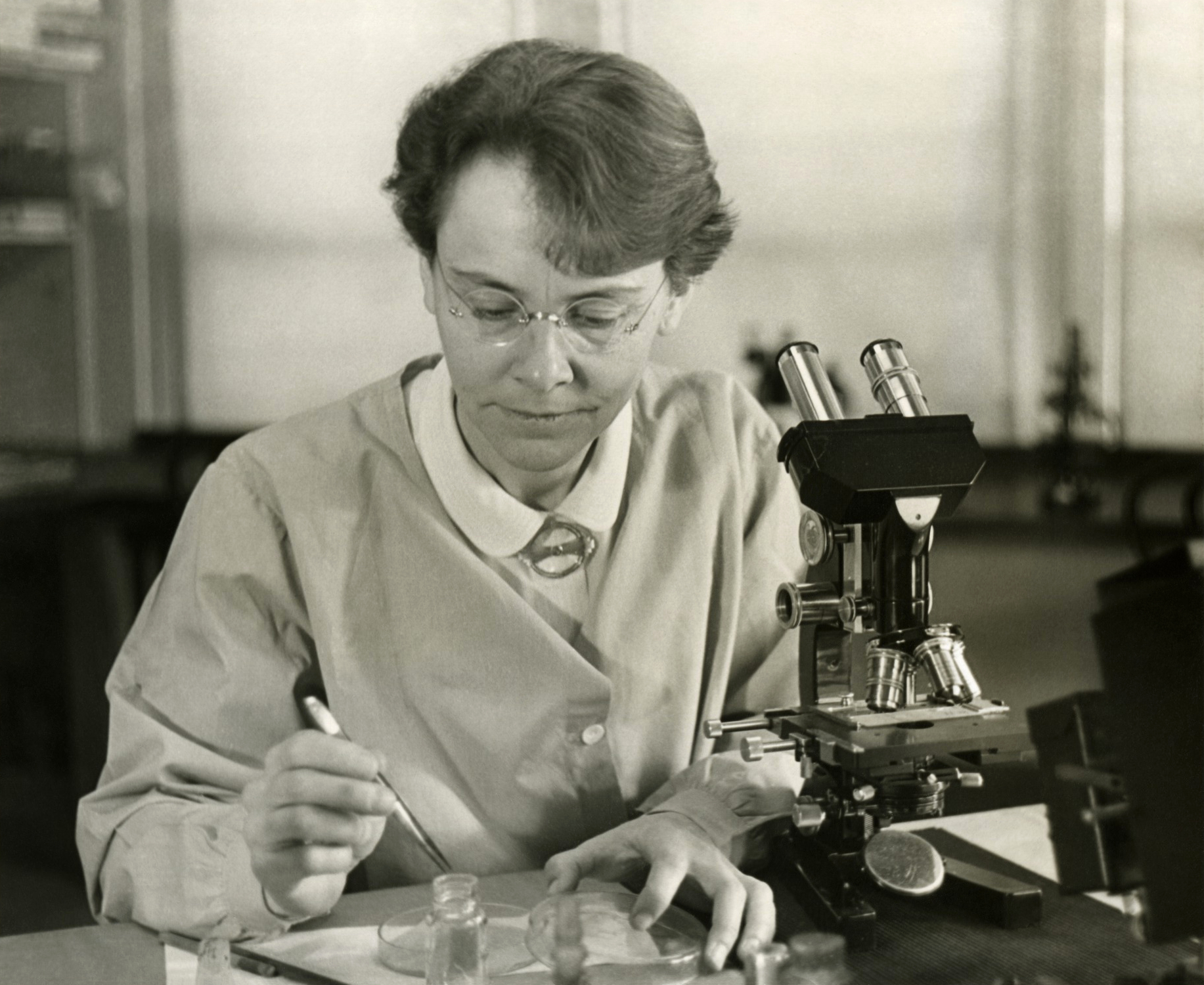
Barbara McClintock

- Stockholm/Schweden: Der in Kanada geborene Amerikaner Henry Taube wird in diesem Jahr den Nobelpreis für Chemie erhalten. Die Stiftung ehrt seine Forschung zum Elektronentransfer. Der Nobelpreis für Physik wird in diesem Jahr an die Amerikaner Subrahmanyan Chandrasekhar und William Alfred Fowler für ihre Arbeiten in der Astrophysik verliehen. Den Nobelpreis für Physiologie oder Medizin wird die Amerikanerin Barbara McClintock „für die Entdeckung der beweglichen Strukturen in der Erbmasse“ erhalten.[9][10]
- St. George’s/Grenada: Politische Gegner aus der eigenen Partei veranlassen die Hinrichtung des De-facto-Staatsoberhaupts des Staats Grenada Maurice Bishop, Gründer und Führungsperson des sozialistischen New Jewel Movements, sowie von zehn seiner engsten Unterstützer.[11]

### Donnerstag, 20. Oktober 1983
- Paris/Frankreich: Die 17. Generalkonferenz für Maß und Gewicht der Mitgliedstaaten der Meterkonvention definiert das Längenmaß Meter neu. Ein Meter entspricht nun der Strecke, die das Licht im Vakuum im zweihundertneunundneunzigmillionsten Teil einer Sekunde zurücklegt.[12][13]

### Freitag, 21. Oktober 1983
- Darmstadt/Deutschland: Die Deutsche Akademie für Sprache und Dichtung verleiht den Georg-Büchner-Preis an den Deutschen Wolfdietrich Schnurre.[14]

### Samstag, 22. Oktober 1983
- Deutschland: Am bundesweiten Aktionstag gegen den NATO-Doppelbeschluss, der für die Initiatoren die Eskalation des so genannten „Wettrüstens“ der westlichen Welt mit den Staaten des von der Sowjetunion geführten Militärbündnisses Warschauer Pakt bedeutet, formieren hunderttausende Menschen eine 108 km lange Menschenkette zwischen den süddeutschen Städten Stuttgart und Neu-Ulm. In Bonn reihen sich uniformierte Soldaten der Bundeswehr in den dortigen Protestzug ein. Für die gesamte Bundesrepublik wird eine Teilnehmerzahl von einer Million Demonstranten geschätzt.[15]
- Kailua-Kona/Vereinigte Staaten: Der Ironman Hawaii endet mit Siegen der Kanadierin Sylviane Puntous bei den Frauen und von Dave Scott aus den Vereinigten Staaten bei den Herren.[16][17]

### Sonntag, 23. Oktober 1983

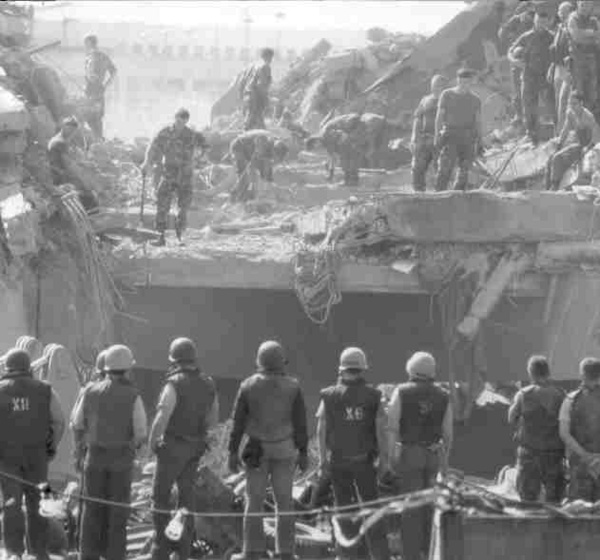
Marinekorps-Kaserne der US-Armee in Beirut

- Beirut/Libanon: Zwei mit Sprengstoff beladene Lieferwagen werden von Unbekannten in zwei Gebäude der „Multinationalen Streitkräfte im Libanon“ gelenkt. Durch die Detonationen verlieren 305 Personen ihr Leben, darunter 241 Soldaten des Marinekorps der US-Armee und 58 Fallschirmjäger der französischen Streitkräfte. Die Täterschaft wird Anhängern des Schiiten Imad Mughniyya zugeschrieben, der auch die Gründung der Terrororganisation Hisbollah vorangetrieben haben soll.[18]
- Bern/Schweiz: Die Stimmberechtigten der Eidgenossenschaft wählen zum ersten Mal seit 1928 mehr Mitglieder der FDP in den Nationalrat als Parteiangehörige der Sozialdemokraten (SP). Hinter diesen Parteien verbleibt die CVP auf Platz 3 in der Wählergunst. Die gleichzeitig durchgeführte Wahl zum Ständerat resultiert in leichten Verschiebungen zu Gunsten der FDP und zu Lasten der SP.[19][20]

### Dienstag, 25. Oktober 1983

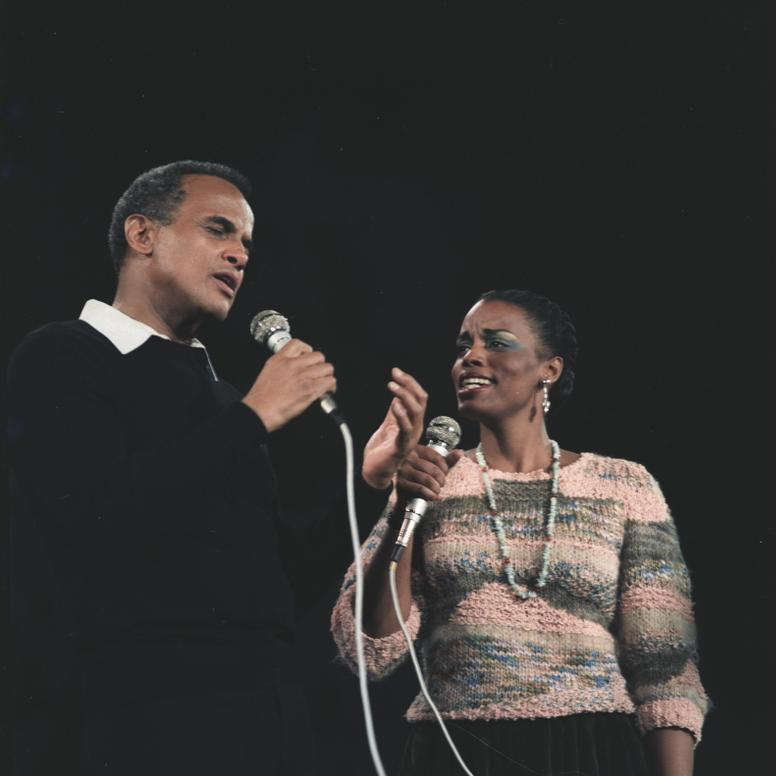
Harry Belafonte, Dianne Reeves

- Berlin/Deutschland: Die amerikanischen Jazzsänger Harry Belafonte und Dianne Reeves geben ein Gastspiel in der DDR, um ein Zeichen gegen die Aufrüstung seitens des Militärbündnisses NATO zu setzen. Sowohl die NATO als auch das Bündnis Warschauer Pakt verfolgen eine Politik der „nuklearen Abschreckung“. Auf dem gleichen Konzert tritt Udo Lindenberg aus der Bundesrepublik Deutschland auf und betont, dass alle Seiten mehr Willen zum Frieden zeigen sollen.[21]

### Freitag, 28. Oktober 1983
- Erzurum, Kars/Türkei: In den Provinzen Erzurum und Kars im Osten Anatoliens sterben in Folge eines Erdbebens der Stärke 6,9 MS mindestens 1.300 Menschen. Rettungskräfte berichten, dass 50 Dörfer komplett zerstört und insgesamt circa 25.000 Menschen ohne Obdach seien.[22]

### Samstag, 29. Oktober 1983

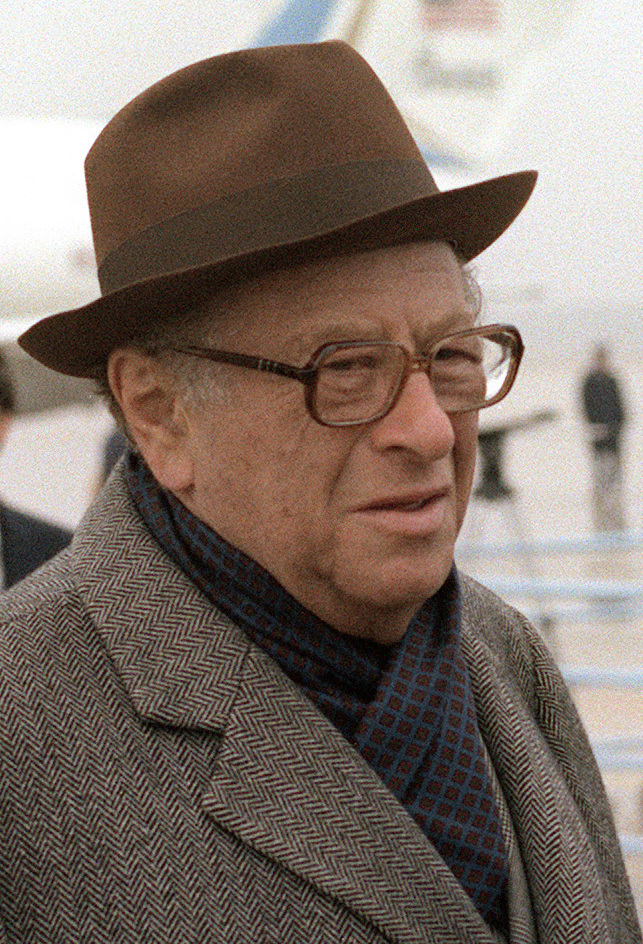
Bruno Kreisky

- Wien/Österreich: Bundeskanzler Fred Sinowatz wird zum Nachfolger von Bruno Kreisky im Amt des Parteivorsitzenden der Sozialistischen Partei Österreichs (SPÖ) gewählt. Einen Tag zuvor ernannte die SPÖ Bruno Kreisky zu ihrem Ehrenvorsitzenden.[23]

### Montag, 31. Oktober 1983
- Brunsbüttel/Deutschland: Zur Überführung des Nord-Ostsee-Kanals wird nordöstlich der Kernstadt die 2.831 m lange Hochbrücke Brunsbüttel, die drittlängste Straßenbrücke Deutschlands, feierlich eingeweiht.[24]